# Paulo Gontijo
Paulo Gontijo Ramos (Rio de Janeiro, 9 de novembro de 1981) é empresário, palestrante e radialista voltado à causa do empreendedorismo. É especialista no tema do Instituto Millenium desde 2008, foi conselheiro da Confederação Nacional dos Jovens Empresários (Conaje) e presidiu o Conselho de Jovens Empreendedores da Associação Comercial do Rio de Janeiro (ACRJ). Apresentou por sete anos o Programa - Em Branco, dedicado ao empreendedor e veiculado na 94 FM (Rio de Janeiro), antiga Rádio Roquette Pinto. Filho de Roberto Olinto e enteado de Lula Vieira, é também um ativista liberal ligado, desde 2017, a movimentos de renovação da sociedade civil que surgiram após os protestos no Brasil em 2013.
Entre os movimentos, é presidente do Livres, membro do Agora! de Ilona Szabó e bolsista do programa de formação de novas lideranças, o RenovaBR.
Líder do Livres no Rio de Janeiro, assumiu a presidência nacional do grupo em janeiro de 2018, quando o movimento desistiu de renovar o Partido Social Liberal para tornar-se uma associação suprapartidária, após a acolhida da legenda a Jair Bolsonaro.